# Стратегічна концепція НАТО
Стратегічна концепція НАТО — офіційний документ, в якому визначені довгострокові цілі, характер та основоположні завдання НАТО у галузі безпеки, визначено напрямки подальшого реформування збройних сил країн-членів НАТО. Чинна концепція була затверджена під час Лісабонського самміту в листопаді 2010 року. Від 1949 року було прийнято сім Стратегічних концепцій. Перші чотири (1949, 1952, 1957, 1967 роки) були секретними документами до кінця Холодної війни. Після закінчення холодної війни було видано три несекретні стратегічні концепції (1991, 1999, 2010 роки), які доповнювалися секретними військовими документами.

## 1991
У листопаді 1991 року на Римському саміті, була оприлюднена перша Стратегічна концепція НАТО. В ній відобразились зміни що відбулись у світі після закінчення «холодної війни». Основою цієї концепції залишилась стратегія «гнучкого реагування». Також, було визначено 3 сновоположні принципи подальшого функціонування Альянсу:
- принцип колективної оборони, згідно з цим принципом військовий вимір організації залишався головним, а в разі небезпеки розроблявся план спільних дій, зі всіма країнами-членами;
- принцип діалогу, який передбачав налагодження дипломатичних і військових контактів з державами Східної та Центральної Європи;
- принцип співробітництва, відповідно до якого всі країни-члени мають бути задіяні у багатосторонньому співробітництві.

## 1999
Після Мадридського саміту 1997 року, зміни що мали місце в євроатлантичному середовищі потребували перегляду основних концептуальних положень. Виразом розуміння цих перетворень, стало прийняття нової Стратегічної концепції НАТО в квітні 1999 року. Головна ідея нової концепції — вільне розширення НАТО. Із Стратегічної концепції НАТО вилучено принцип стратегічної рівноваги: про Росію йдеться не в розділі загроз і викликів, як це було в документі 1991 року, а в розділі про партнерство, співпрацю і діалог.

## 2010
У листопаді 2010 року під час саміту НАТО в Лісабоні, була представлена нова Стратегічна концепція Альянсу. Процес розробки цієї концепції відбувався в новому форматі повної відкритості й публічного обговорення групою експертів.
В ній були окреслені найбільш важливі для НАТО проблеми. По-перше — це проблема Афганістану. В концепції визначається, яким чином натовські миротворці на далі будуть вирішувати конфлікт навколо Афганістану. Застосування військової сили зазначено як крайній засіб. У відповідності до концепції альянс планує підтримувати в цій країні мирні демократичні перетворення та побудову громадянського суспільства.
По-друге — це проблема взаємовідносин з Росією. Вони, в концепції визначаються як найбільш заплутані та невизначені. Безсумнівно, що НАТО не бажає поступитися Росії та припинити розширення на Схід, тому що цей процес визначається як вельми необхідний для консолідації Європи як «неподільного та демократичного простору безпеки». По-третє — це проблема протистояння новим загрозам. Серед них найбільш небезпечними
вважаються: міжнародний тероризм, кібератаки, піратство, розповсюдження зброї масового знищення та інші. Стратегія закликає НАТО більш чітко визначитися що до ролі альянсу в рішенні цих проблем.
НАТО характеризується у концепції як «унікальна спільнота, заснована на цінностях і віддана принципам свободи особистості, демократії, прав людини та верховенства закону». Три найважливіші завдання НАТО: колективна оборона, кризове регулювання та безпека на основі співробітництва, а також підкреслюється солідарність Північноатлантичного союзу, важливість трансатлантичних консультацій та необхідність постійно здійснювати процес реформ.
Колективна оборона згідно із концепцією є найважливішим обов'язком Альянсу, а «стримування, засноване на адекватному співвідношенні ядерних і звичайних бойових засобів, залишається основною складовою» загальної стратегії НАТО. Північноатлантичний союз жодну державу не розглядає як противника, але у документі подається перелік сил і засобів, які НАТО має намір зберігати та розвивати для відбиття наявних і таких, що з'являються, загроз. До цих загроз належать розповсюдження ядерної зброї, балістичних ракет та інших видів зброї масового знищення, а також засобів їхньої доставки, тероризм, кібернапади.
НАТО притримується цілісного підходу до кризового регулювання, що передбачає участь організації на всіх етапах кризи, «тому НАТО діятиме там, де це можливо та необхідно, щоби попередити кризи, врегулювати їх, стабілізувати ситуацію після завершення конфлікту та сприяти відновленню».
Безпека у співробітництві ґрунтується на принципі гарантування безпеки «на мінімально можливому рівні сил» шляхом сприяння контролю над озброєннями, роззброєнню та нерозповсюдженню. Безпека на основі співробітництва втілюється завдяки партнерству між НАТО та країнами, що не є членами організації, а також іншими міжнародними організаціями та структурами. У Стратегічній підкреслюється бажання зміцнювати співробітництво з Організацією Об'єднаних Націй та Європейським союзом.
Стратегічна Концепція 2010 року вперше визначила політику партнерства — безпека у співпраці (співробітництві)— як одну із трьох ключових сфер, разом із колективною обороною та управління кризами, у діяльності, розвитку та трансформації Альянсу.